# Tank Girl
Tank Girl é uma história em quadrinhos britânica, criada por Jamie Hewlett e Alan Martin. Apareceu pela primeira vez na edição de estreia da revista Deadline em outubro de 1988. No Brasil, a série foi publicada na extinta revista Animal.
Como o próprio nome sugere, a personagem principal dirige um tanque de guerra, que é também onde mora. Ela empreende uma série de missões para uma organização nebulosa antes de cometer um grave erro e ser declarada fora da lei por suas inclinações sexuais e abuso de substâncias. A história em quadrinhos se concentra em suas desventuras com seu namorado, Booga, um canguru mutante. O estilo irreverente do quadrinho é fortemente influenciado pela arte visual punk, e as tiras são frequentemente profundamente desorganizadas, anárquicas, absurdas e psicodélicas. A tira apresenta vários elementos com origem em técnicas surrealistas, fanzines, colagem, técnica de cut-up, fluxo de consciência e metaficção, com muito pouca consideração ou interesse pela trama convencional ou narrativa comprometida.
A tira foi inicialmente ambientada em uma Austrália futurista, embora se baseasse fortemente na cultura pop britânica contemporânea.
Com o crescente interesse do público, a Penguin, a maior editora da Grã-Bretanha, comprou os direitos de colecionar as tiras como livro e, em pouco tempo, Tank Girl havia sido publicado na Espanha, Itália, Alemanha, Escandinávia, Argentina, Brasil e Japão, com vários editores dos Estados Unidos brigando pela licença. Finalmente, a Dark Horse Comics venceu, e as tiras foram reimpressas a partir de 1991, com um intervalo prolongado em 1992 e terminando em setembro de 1993. Uma história em quadrinhos chamada Tank Girl: The Odyssey também foi publicada em 1995 (lançada em quatro edições pela Vertigo Comics), escrita por Peter Milligan e vagamente inspirada na Odisseia de Homero, Ulisses de James Joyce, e uma quantidade considerável de lixo televisivo.

## Filme
Em 1995 foi lançado um filme baseado na personagem, dirigido por Rachel Talalay e estrelado por Lori Petty como Rebecca Buck.